# District de Syangja
Le district de Syangja (en népalais : स्याङ्जा जिल्) est l'un des 77 districts du Népal. Il est rattaché à la province de Gandaki. La population du district s'élevait à 287 201 habitants en 2011.

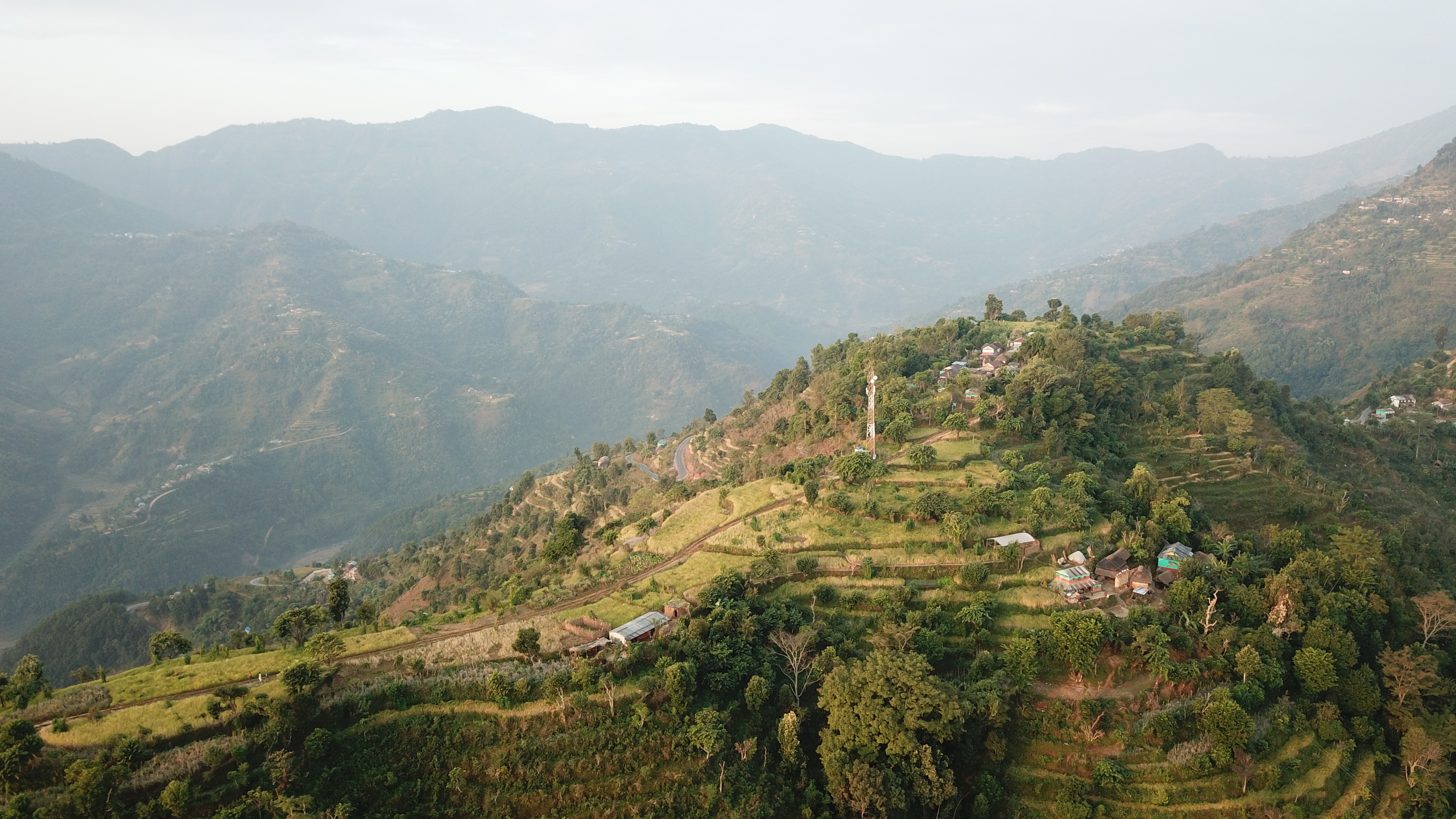
Vue aérienne de la montagne près de Biruwa

## Histoire
Il faisait partie de la zone de Gandaki et de la région de développement Ouest jusqu'à la réorganisation administrative de 2015 où ces entités ont disparu.

## Subdivisions administratives
Le district de Syangja est subdivisé en 11 unités de niveau inférieur dont 5 municipalités et 6 gaunpalikas ou municipalités rurales.
| #  | Nom           | Nom en népalais | Type         | Population (2011) | Superficie (km2) |
| -- | ------------- | --------------- | ------------ | ----------------- | ---------------- |
| 1  | Galyang       | गल्याङ            | municipalité | 36 967            | 122,71           |
| 2  | Chapakot      | चापाकोट            | municipalité | 26 042            | 120,59           |
| 3  | Putlibazar    | पुतलीबजार          | municipalité | 44 876            | 147,21           |
| 4  | Bhirkot       | भीरकोट            | municipalité | 25 583            | 78,23            |
| 5  | Waling        | वालिङ             | municipalité | 51 143            | 128,4            |
| 6  | Arjunchaupari | अर्जुनचौपारी         | gaunpalika   | 16 176            | 57,22            |
| 7  | Andhikhola    | आँधिखोला            | gaunpalika   | 16 589            | 69,61            |
| 8  | Kaligandaki   | कालीगण्डकी          | gaunpalika   | 21 728            | 73,51            |
| 9  | Fedikhola     | फेदीखोला            | gaunpalika   | 12 341            | 56,73            |
| 10 | Biruwa        | बिरुवा             | gaunpalika   | 18 413            | 95,79            |
| 11 | Harinas       | हरिनास            | gaunpalika   | 17 343            | 87,48            |